# Pelomedusa subrufa
La tortuga de escudo africana (Pelomedusa subrufa) es una especie de tortuga de la familia Pelomedusidae. Se distribuye por el sur y centro de África. Se solía considerar la única especie del género Pelomedusa, pero en 2014 un estudio dividió esta especie en diez. Las diferencias con las otras especies de Pelomedusa son principalmente genéticas.
Se alimenta de insectos, moluscos, crustáceos, gusanos, pequeños mamíferos, peces, etc.[cita requerida]
Es ovípara y el sexo de las crías lo determina la temperatura de incubación.

## Descripción
El caparazón es de color marrón claro o marrón oscuro. El caparazón de P. subrufa suele medir menos de 14 cm de longitud, pero el registro máximo es de 19,7 cm. El plastrón es de colores claros en adultos pero suele mostrar manchas oscuras en juveniles. Tiene dos bigotes pequeños en la barbilla.
El dimorfismo sexual sólo es visible mediante la observación de la cola, en machos, larga y ancha en su base, con un pozo negro cerca del final de la cola. En la hembra es más corta y delgada con una cloaca cerca de su base.[cita requerida]

## Distribución y hábitat
Esta especie se disitrbuye por el sur y centro de África: sur de Angola, Botsuana, sudeste de la República Democrática del Congo, Malaui, Namibia, Sudáfrica y Tanzania. Ha sido introducida en Madagascar.
Viven estanques, charcas y zonas pantanosas de agua dulce. Parte de su área de distribución incluye zonas muy áridas, como los desiertos de Namibia, donde se puede encontrar en arroyos estacionales. Se puede enterrar en el barro si la lluvia escasea y puede llegar a sobrevivir hasta seis años de esta manera.

## Publicación original
- Bonnaterre, 1789: Tableau encyclopédique et méthodique des trois règnes de la nature, Erpétologie. Panckoucke, París, p. 1-71.